# Траффорд
Тра́ффорд (англ. Metropolitan Borough of Trafford) — метрополитенский район в Большом Манчестере (Англия). Административный центр — город Стретфорд.
Население района составляет 211 800 человек, площадь района — 106 км². Муниципальный район был образован 1 апреля 1974 года (после вступления в силу закона о местном самоуправлении) посредством слияния муниципальных районов Олтрингема, Сейла и Стретфорда с городскими районами Боудона, Хейла и Эрмстона и частью сельского округа Баклоу. Все эти районы ранее считались частью Чешира, кроме Стретфорда и Эрмстона, бывшего частью Ланкашира. По территории муниципального района протекает река Мерси, отделяя северный Траффорд от южного Траффорда. Исторически эта река служила границей между графствами Ланкашир и Чешир.
Траффорд имеет глубокую историю: имеются свидетельства человеческой активности в этом регионе периодов неолита, бронзового века и в римскую эпоху. Среди реликвий прошлого в регионе находятся два замка и более 200 зданий, находящихся под охраной государства. В XIX веке регион претерпел серьёзные изменения в связи с развитием промышленности и железных дорог, также сильно возросла численность населения.
В Траффорде базируются футбольный клуб «Манчестер Юнайтед», крикетный клуб «Ланкашир Каунти» и Северный имперский военный музей.
В Траффорде развитая экономика с низким уровнем безработицы. В нём расположены как промышленные зоны (Траффорд Парк), так и крупные торговые центры («Траффорд Центр»). Траффорд связан с Манчестером современной трамвайно-легкорельсовой системой Manchester Metrolink.
Траффорд, а также город Манчестер, являются единственными муниципальными районами Большого Манчестера с доходами, превышающими средний уровень по стране. В социальном плане Траффорд включает в себя как местности с преимущественным проживанием рабочего класса (например, Олд Траффорд и Стретфорд) и районы среднего класса (например, Боудон и Хейл).

## Состав
В состав района входят 5 городов:
- Олтрингем
- Партингтон[англ.]
- Сейл
- Стретфорд
- Эрмстон[англ.]

2 территории (англ. Unparished area):
- Боудон[англ.]
- Хейл[англ.]

и 3 общины (англ. Civil parish):
- Данем Мэсси[англ.]
- Каррингтон
- Уорбертон[англ.]

## Спорт
В Траффорде базируются футбольный клуб «Манчестер Юнайтед» и крикетный клуб «Ланкашир Каунти» (LCCC). «Манчестер Юнайтед» был основан в 1878 году под названием «Ньютон Хит (Ланкашир энд Йоркшир Рейлуэй)». Команда проводит матчи на стадионе «Олд Траффорд», который также используется для проведения международных и национальных кубковых матчей. «Манчестер Юнайтед» 20 раз становился чемпионом Англии и 11 раз выигрывал Кубок Англии. Последний раз «Юнайтед» становился чемпионом Англии в сезоне 2012/13. Крикетный клуб «Ланкашир Каунти» был основан под названием «Крикетный клуб Манчестера» и представлял историческое графство Ланкашир. Домашним стадионом «Ланкашир Каунти» является крикетный «Олд Траффорд», на котором также проводятся международные матчи. «Ланкашир Каунти» 8 раз выигрывал чемпионат графств.
Также в Траффорде базируется регбийный клуб «Сейл Шаркс», который играет в регби-юнион. Хоккейный клуб «Манчестер Феникс», играющий в английской Премьер-лиге по хоккею, проводит свои матчи на стадионе «Ледяной купол Олтрингема». Клуб был основан в 2003 году и является преемником хоккейного клуба «Манчестер Сторм», одного из основателей элитной хоккейной лиги Британии .
Кроме спортивных клубов, играющих в высших дивизионах, в Траффорде находится несколько небольших спортивных команд, включая футбольные клубы «Олтрингем, «Фликстон» и «Траффорд». «Олтрингем» выступает в Северной Национальной лиге (6-й уровень в системе футбольных лиг Англии), «Траффорд» — в Первом северо-западном дивизионе Северной Премьер-лиги Англии (8-й уровень в системе футбольных лиг Англии). «Фликстон» также выступал в нижних региональных дивизионах до своего расформирования в 2012 году. «Олтрингем» был основан в 1903 году, «Фликстон» — в 1960 году, а «Траффорд» — в 1990 году.